# Соломирецький Іван Васильович (намісник)
Іван Соломирецький (* Іван Васільевіч Саламярэцкі, д/н —1578) — значний державний діяч Великого князівства Литовського та Речі Посполитої. Засновник молодшої лінії роду Соломирецьких.

## Життєпис
Походив з білоруського магнатського роду Соломирецьких гербу Равич. Молодший син Василя Соломирецького, намісника Могильовського та Ганни Владики. Про дату народження нічого невідомо.
Завдяки батьківському впливу розпочав державну кар'єру. У 1541 році призначається державцем (намісником) Айнської волості (сучасне м. Гайна). Через декілька років призначається пінським старостою. 1544 року мати подарувала Іванові свій маєток Старий Семкав. У 1552 році поступається посадою державця Айнського на користь старшого брата Богдана. Посаду старости пінського передав Ходкевичу. Невдовзі разом з братом Богданом досягли угоди з іншим братом Юрієм щодо відмови останнього від мамчиної спадщини. За це йому було подаровано маєток Гаголіци.
У 1554 році призначається намісником Глуським і Дубошенським. Останню замінив на Биховську. У 1556 році король Сигізмунд Август забрав у нього Глуське намісництво. У 1558 році стає старостою Мстиславським і Радомлянським. На цих посадах сприяв православній церкві, зведенню храмів.
У 1566 році стає першим каштеляном Мстиславським. У 1567 році призначають королівським ротмістром. Взимку 1568/1569 тримав загін у 200 вершників, отримуючи на них «заплату» з скарбниці Речі Посполитої. У 1569 році після деякого коливання підтримав Люблінську унію, якою було утворено Річ Посполиту. Помер у 1578 році у Мстиславі.

## Родина
1. Дружина — Богдана, донька Павла Івановича Сапіги, господарського маршалка
дітей не було
2. Ганна, донька Яна Голубовича, канцлера Великого князівства Литовського
Діти:
- Богдан (д/н-1602), староста Кричевський
- Барбара, дружина: 1) Філіп Ліманта; 2) Костянтина Ходкевича, троцького каштеляна; 3) Станіслава Давойни, воєводи полоцького
- Марина, дружина Яна Нарушевича, ловчого литовського